# Triphyllia braminus
Triphyllia braminus là một loài bọ cánh cứng trong họ Tetratomidae. Loài này được Motschulsky miêu tả khoa học đầu tiên năm 1858.